# Виктория де Валуа
Принцесса Виктория де Валуа (фр. Victoire de Valois; 24 июня 1556 — 17 августа 1556) — последний ребенок короля Франции Генриха II и Екатерины Медичи, сестра-близнец мертворождённой Жанны де Валуа. Умерла в возрасте 6 недель.

## Биография
Эта беременность была для 37-летней королевы девятой (причём все её дети, кроме одного, к тому моменту были живы). Роды, которые произошли в День святого Иоанна Крестителя, были тяжёлыми и, как сообщает испанский посол Симон Ренар (en), едва не стали причиной смерти Екатерины Медичи. После рождения первой из близнецов — Виктории, роженица начала слабеть. Чтобы спасти её жизнь, хирургам пришлось сломать у Жанны ножки, чтобы достать её из утробы. Жанна умерла, так и не появившись на свет и пролежав в утробе матери мёртвой в течение нескольких часов.
Была крещена и получила имя Виктория, став единственной носительницей этого имени в истории династии. Её крёстными были кардинал Антонио Карафа и герцог Франсуа де Гиз вместе с герцогинями Марией де Сен-Поль и Луизой де Монпансье.
Прожила всего 6 недель. Обе девочки были погребены в королевской усыпальнице в базилике Сен-Дени в Париже вместе со своим отцом (умершим 3 годами позднее) и братом Людовиком.
Изображение сестёр, несмотря на то что одна из них родилась мёртвой, сохранилось в «Часослове Екатерины Медичи» вместе с их братом Людовиком, также умершим в детстве.
После родов врачи посоветовали королевской чете больше не думать о рождении новых детей; после этого совета Генрих прекратил посещать спальню своей супруги, проводя всё свободное время со своей фавориткой Дианой де Пуатье.